# Chaetodon austriacus
Chaetodon austriacus, conosciuto comunemente come pesce farfalla austriaco, è un pesce d'acqua salata appartenente alla famiglia Chaetodontidae.

## Descrizione

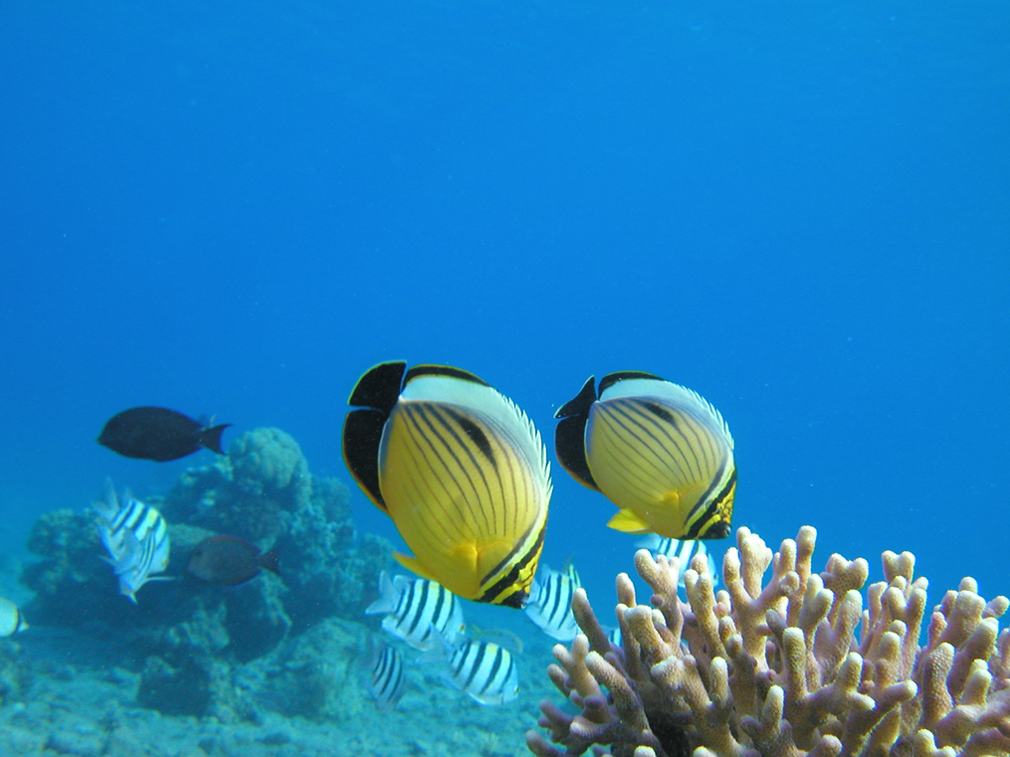
Una coppia di pesci farfalla nuota in prossimità dei coralli

Il pesce farfalla austriaco presenta corpo ovaloide, fortemente compresso ai fianchi. Il muso è allungato. La pinna dorsale copre tutto il dorso, terminando alla stessa lunghezza della coda. La pinna anale, seppure più corta, continua la linea di pinna caudale e dorsale. Le ventrali sono piccole.

La livrea è giallo vivo, interrotta da 3 linee verticali sulla testa e da numerose sottili linee orizzontali sui fianchi. Una linea, nella parte posteriore del corpo, si allarga in una chiazza nera più spessa. La pinna dorsale è bianca, con la parte terminale gialla e nera. Il peduncolo caudale è nero, così come la coda, orlata di giallo spento. La pinna anale continua la linea nera, ed è orlata di giallo. Ventrali e pettorali sono gialle.

Può raggiungere i 15 cm di lunghezza.

## Biologia

### Comportamento
È una specie territoriale; vive da solo o in coppia.

### Alimentazione
Si nutre essenzialmente di microfauna corallina e di polipi dei coralli, prediligendo quelli dei generi Acropora, Porites e Pocillopora

## Distribuzione e habitat
È una specie diffusa unicamente nel Mar Rosso e nel Golfo di Aden. Vive in prossimità delle formazioni madreporiche, in acque con temperatura tra i 24 e i 28 °C, prediligendo fondali poco profondi e le piattaforme coralline.